# Sexbandbi
Sexbandbi (Halictus sexcinctus) är en biart som först beskrevs av Fabricius 1775.  Sexbandbi ingår i släktet bandbin, och familjen vägbin.

## Utseende
Huvudet är svart med beige behåring hos honan, vit hos hanen, och med antenner som är bruna hos honan, bandade i svart-gult-svart hos hanen. Hanens antenner är dessutom mycket längre. Hanen har också en stor, blekgul spets på munskölden. Mellankroppen har beige behåring, som har inslag av vitt hos hanen, och vingfästena är gula hos honan, ljusbruna hos hanen. Bakbenen är orange hos honan, rent gula hos hanen. Bakkroppen har breda vita hårband på bakkanterna av tergiterna 1 till 4 hos honan, 1 till 6 hos hanen. Biet är stort; honan blir 14 till 16 mm lång, hanen mellan 13 och 16 mm.

## Ekologi
Sexbandbiet förekommer i habitat som skogsbryn, sandområden, torrängar, sluttningar samt sand-, grus- och lertag. Det går inte särskilt högt, utan håller sig normalt under 500 m. Arten flyger från slutet av april till början av juli; honorna övervintrar dock, se nedan.  Arten är generalist vad gäller födosöket, och besöker blommor från korgblommiga växter, vindeväxter, väddväxter och vallmoväxter. Den tycks dock föredra storblommiga korgblommiga växter som klintarter, tistlar, fibblor och åkervädd som nektarkällor samt pollen från maskrosor.

### Fortplantning
Honorna bygger oftast sina bon i kala, mer eller mindre branta sydsluttningar med sandig jord, men kan även välja plana ytor. Arten är solitär, men flera honor bygger gärna sina bon tillsammans i kolonier. Boets gångsystem når 15 till 22 cm ner i jorden. Honan är långlivad, och övervintrar tillsammans med sina ungar. Det är vanligt att hanarna inte bara väntar ut de nykläckta honorna ovan jord som många andra arter av solitära bin, utan också försöker para sig med honorna nere i deras bon. Bona parasiteras ibland av blodbina skogsblodbi (Sphecodes gibbus), troligtvis också av storblodbi (Sphecodes albilabris), vars larver lever på den insamlade födan, sedan deras mor ätit upp värdägget.

## Underarter och utbredning
Arten har två underarter: 
- Halictus sexcinctus sexcinctus som finns från Iberiska halvön i väster till Uralbergen i öster, och från norra Tyskland i norr till Kreta i söder[7][1] samt
- Halictus sexcinctus albohispidusis som finns från Turkiet över Iran till Israel i söder[1].

I Sverige är arten rödlistad som nationellt utdöd ("RE"). Den har tidigare funnits i Västergötland, men observerades för sista gången omkring 1820, och har sannolikt dött ut redan på 1800-talet. I övriga Norden har den endast påträffats i Danmark, där den dock senast observerades 1913.

## Bildgalleri

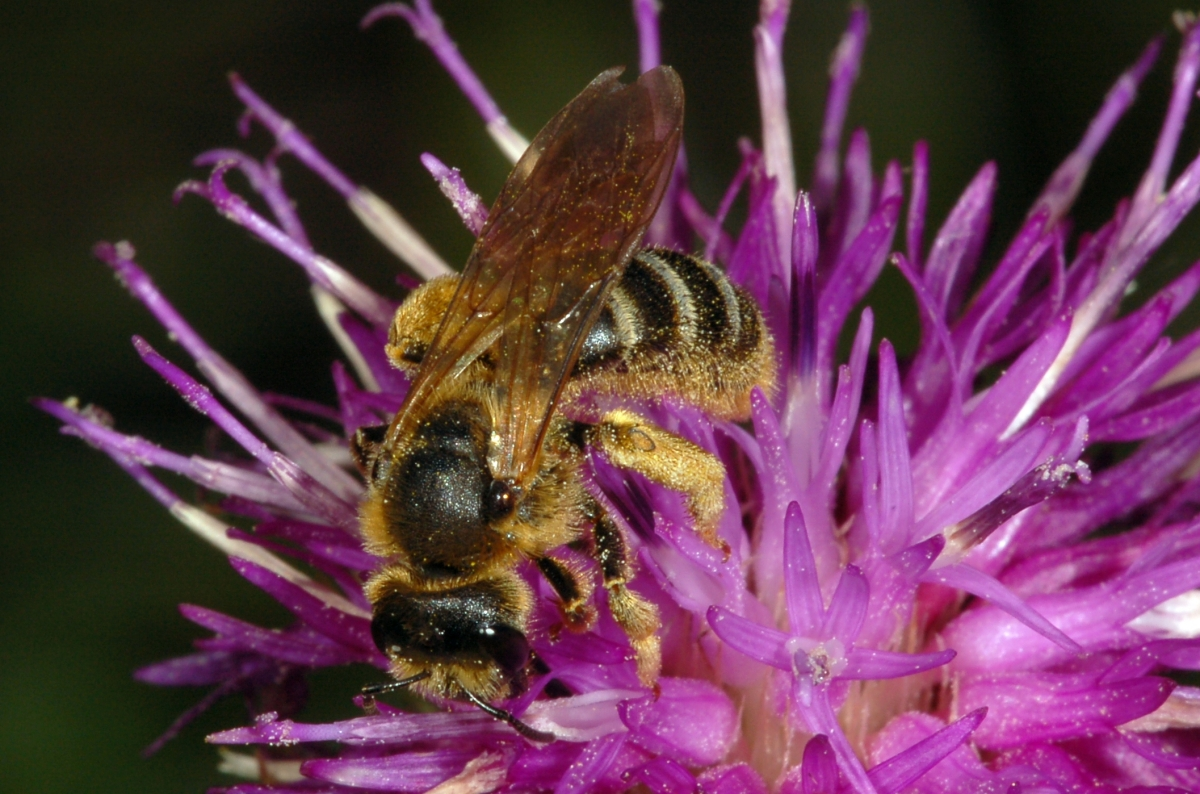
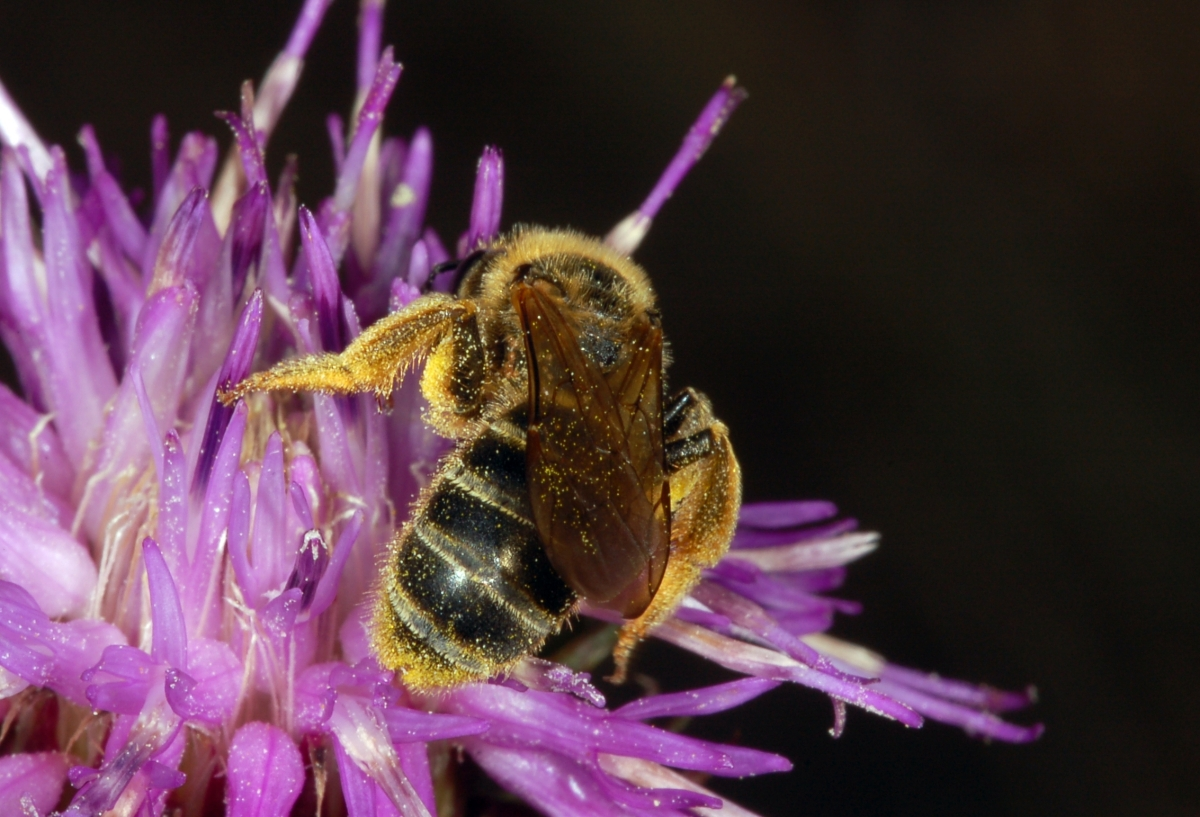